# Hallsberg község
Hallsberg község (svédül: Hallsbergs kommun) Svédország 290 községének egyike. A jelenlegi község 1971-ben jött létre.

## Települései
A községben 6 település található. A települések és népességük:
| Település  | Népesség | Megjegyzés         |
| ---------- | -------- | ------------------ |
| Hallsberg  |          | a község székhelye |
| Hjortkvarn |          |                    |
| Östansjö   |          |                    |
| Palsboda   |          |                    |
| Sköllersta |          |                    |
| Vretstorp  |          |                    |

## Testvérvárosok
- Toijala, Finnország
- Valga, Észtország
- Grifhorn, Németország

### Külső hivatkozások
- Hivatalos honlap Archiválva 2010. augusztus 12-i dátummal a Wayback Machine-ben